# 시에르프츠군

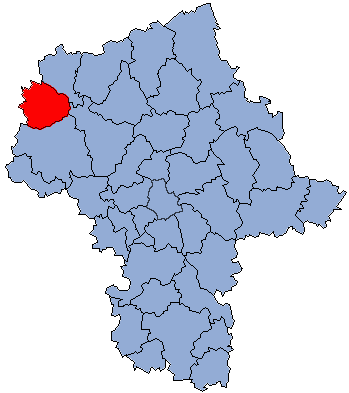
마조프셰주 지도에 표시된 시에르프츠군의 위치

시에르프츠군(폴란드어: powiat sierpecki)은 폴란드 마조프셰주에 위치한 군으로 군청 소재지는 시에르프츠이며 면적은 852.89km2, 인구는 52,077명(2019년 기준), 인구 밀도는 61명/km2이다.
북동쪽으로는 주로민군, 동쪽으로는 프원스크군, 남쪽으로는 프워츠크군, 서쪽으로는 쿠야비포모제주 리프노군, 북서쪽으로는 쿠야비포모제주 리핀군과 접한다. 7개 지방 자치체(1개 도시, 6개 농촌)를 관할한다.

군 문장